# Criteri de Cauchy
|  | No s'ha de confondre amb Criteri de l'arrel de Cauchy, Criteri de condensació de Cauchy, o Criteri de la integral de Cauchy. |

El criteri de convergència de Cauchy és un criteri usat per estudiar la convergència d'una sèrie infinita, on els seus termes són nombres reals. El criteri va ser publicat per primera vegada per Augustin-Louis Cauchy al seu llibre Cours d'Analyse l'any 1821.

## Definició
La sèrie {\displaystyle \sum _{i=0}^{\infty }a_{i}} convergeix si i només si per tot {\displaystyle \varepsilon >0} existeix un nombre natural N tal que {\displaystyle |a_{n+1}+a_{n+2}+\cdots +a_{n+p}|<\varepsilon } es compleix per tot n > N i p ≥ 1.

## Explicació
El criteri funciona perquè tant l'espai {\displaystyle \mathbb {R} } dels nombres reals com l'espai {\displaystyle \mathbb {C} } dels nombres complexos (amb la mètrica induïda pel mòdul) són espais mètrics complets. Per tant, la successió és convergent si i només si la suma parcial
{\displaystyle s_{n}:=\sum _{i=0}^{n}a_{i}}
és una successió de Cauchy.
Una successió de nombres reals o complexos {\displaystyle s_{n}} és una successió de Cauchy si i només si {\displaystyle s_{n}} convergeix (a algun valor de {\displaystyle \mathbb {R} } o {\displaystyle \mathbb {C} }). La definició formal estableix que per tot {\displaystyle \varepsilon >0} existeix un N, tal que per tot n, m > N es compleix
{\displaystyle |s_{m}-s_{n}|<\varepsilon .}
Ordenant m i n de manera que m > n i sigui p = m − n, tenim
{\displaystyle |s_{n+p}-s_{n}|=|a_{n+1}+a_{n+2}+\cdots +a_{n+p}|<\varepsilon .}
Veure si una successió és de Cauchy és útil perquè no és necessari determinar el valor del seu límit. El criteri de convergència de Cauchy pot aplicar-se només en espais mètrics complets (com per exemple {\displaystyle \mathbb {R} } i {\displaystyle \mathbb {C} }) on tota sèrie de Cauchy convergeix. Només cal veure que els seus elements esdevenen arbritràriament propers entre ells després d'una progressió finita a la successió. Hi ha aplicacions en computació per les successions de Cauchy en les que poden construir-se processos iteratius per crear aquestes successions.

## Demostració
Podem fer servir els resultats en convergència de la sèrie de sumes parcials en sèries infinites i aplicar-los a la convergència de la pròpia sèrie infinita. El criteri de Cauchy és una d'aquestes aplicacions.
Per tota successió real {\displaystyle a_{k}}, els resultats anteriors sobre la convergència impliquen que la sèrie infinita
{\displaystyle \sum _{k=1}^{\infty }a_{k}}
convergeix si i només si per tot {\displaystyle \varepsilon >0} existeix un N, tal que m ≥ n ≥ N implica
{\displaystyle |s_{m}-s_{n}|=\left|\sum _{k=n}^{m}a_{k}\right|<\varepsilon }.
Una conseqüència interessant d'aquest teorema és que la condició de Cauchy implica l'existència del límit. Aquest fet està relacionat amb la completesa de la recta real.
El criteri de Cauchy pot generalitzar-se per una gran varietat de casos, que podrien definir-se laxament com que "la desaparició progressiva de l'oscil·lació equival a la convergència".